# Franz Seraph von Destouches
Franz Seraph von Destouches (Múnich, 21 de enero de 1772-ibidem, 9 de diciembre de 1844) fue un pianista y compositor alemán. 
Fue discípulo de Theodor Grünberger y Franz Joseph Haydn. En 1792 estrenó su primera ópera en Viena, Die Thomasnacht (La noche de Tomás). En 1799 fue nombrado director musical en Weimar, donde estrenó sus siguientes obras, entre las que destaca Das Mißverständnis (El malentendido, 1805). Su última obra, Der Teufel und der Schneider (El diablo y el sastre), se estrenó póstumamente en 1851. Compuso también sinfonías, conciertos y otras obras musicales.